# Ministro residente
In diritto internazionale il ministro residente (detto anche semplicemente residente) è un agente diplomatico di rango inferiore al ministro plenipotenziario ma superiore all'incaricato d'affari. Si tratta di un rango caduto in disuso ormai da tempo.
Il ministro residente può essere preposto ad una missione diplomatica; tuttavia, mentre in passato venivano istituite missioni diplomatiche rette da un ambasciatore (ambasciate) solo presso gli stati più importanti e missioni rette da agenti diplomatici con rango di ministro plenipotenziario o residente (legazioni) negli altri stati, oggi (la prassi si è affermata dopo la Seconda guerra mondiale) gli stati tendono ad istituire ovunque missioni con il rango di ambasciata.
Il ministro residente posto a capo di una missione diplomatica, sebbene accreditato presso un capo di stato come l'ambasciatore, non è considerato, a differenza di quest'ultimo, rappresentante personale del proprio capo di Stato. Di conseguenza, non gli spettano l'appellativo di sua eccellenza (sebbene utilizzato nella prassi, per motivi di cortesia) e il privilegio di chiedere in ogni momento udienza al capo dello Stato presso cui è accreditato.
In passato le potenze coloniali inviavano ministri residenti presso i loro protettorati, stati vassalli e possedimenti dotati di autogoverno, con il duplice ruolo di rappresentante diplomatico e consigliere dei governanti locali, fino a divenire, a volte, una sorta di primo ministro di fatto. Un residente poteva anche avere la responsabilità di un gruppo di protettorati, stati vassalli o possedimenti, che costituivano una residenza. In certi casi, un ruolo analogo ai ministri residenti era svolto da figure con diversa denominazione, quali commissari residenti o agenti politici. I residenti erano particolarmente utilizzati dall'Impero britannico, che li inviava, ad esempio, presso il Re dell'Afghanistan, il Sultano di Zanzibar e i sovrani locali (variamente denominati: maharaja, badshah, raja ecc.) del Raj Britannico.

## Résident
Durante il colonialismo, un résident era un rappresentante ufficiale di una potenza coloniale che praticava un potere indiretto nel territorio in cui era stato inviato.
Un résident poteva essere un diplomatico o un ufficiale militare e abitava e lavorava nelle piccole entità politiche autonome, nei protettorati o negli stati in cui la potenza coloniale esercitava la sua sovranità. Il suo ruolo era quello di consigliere politico presso il sovrano locale dello Stato in cui era distaccato; egli agiva come un ambasciatore del suo governo, ma ad un livello protocollare inferiore dato che gli stati europei consideravano gli indigeni come inferiori.